# Vietri sul Mare
Vietri sul Mare (Vietre in campano) è un comune italiano di 6 922 abitanti della provincia di Salerno in Campania.  
Noto per l'antica tradizione di lavorazione della ceramica, è il comune più popolato della Costiera amalfitana nonché il suo territorio più orientale.

## Geografia fisica

### Territorio
Si trova di fronte all'entrata occidentale della città di Salerno, all'inizio della Costiera amalfitana. Il centro dell'abitato vietrese si estende collinarmente a ridosso della costa, ed alle pendici di esso si estende la zona "Marina", borgo marinaro del paese che affaccia direttamente sul mare.
- Classificazione sismica: zona 3 (sismicità bassa), Ordinanza PCM. 3274 del 20/03/2003.

### Clima
La stazione meteorologica più vicina è quella di Salerno. In base alla media trentennale di riferimento 1961-1990, la temperatura media del mese più freddo, gennaio, si attesta a +10,4 °C; quella dei mesi più caldi, luglio e agosto, è di +26,4 °C; non si esclude una generale sovrastima dei valori dovuta all'effetto isola di calore urbana.
- Classificazione climatica: zona C, 1087 GR/G

## Storia
Vietri sul Mare storicamente è identificata con l'antica Marcina, prima insediamento costiero etrusco-sannita, poi porto romano. Un'origine precisa di Marcina non è ancora del tutto definita anche se l'ipotesi più diffusa indica in Marina di Vietri (l'attuale borgo marinaro del paese), per la precisione nella valle del fiume Bonea alle falde del Monte San Liberatore, la sua presunta collocazione.
La pubblicazione a stampa della voce Marcina inizia nel XV secolo, quando in Europa incominciano a diffondersi le prime edizioni tipografiche della Geografia di Strabone; la vera e propria diffusione del termine presso gli storici e nella pubblicistica si ebbe con il geografo Filippo Cluverio, il quale nel 1642 scriveva: Marcinae oppidum illud est, quonunc dicitur vulgo Veteri. Inoltre alcuni documenti medievali del Codex Diplomaticus Cavensis della Badia di Cava, i quali accennano all'esistenza di rovine di una urbs vetus, che sarebbe alla base dell'odierno toponimo Vietri. In documenti del 969 e del 972 si dice intus ipsa civitate, qui fuit ipsa cibita de beteri (=veteri); in quello del 972 si precisa che de locum de beteri ista et illa parte flubio Bonea iuxta litore maris.

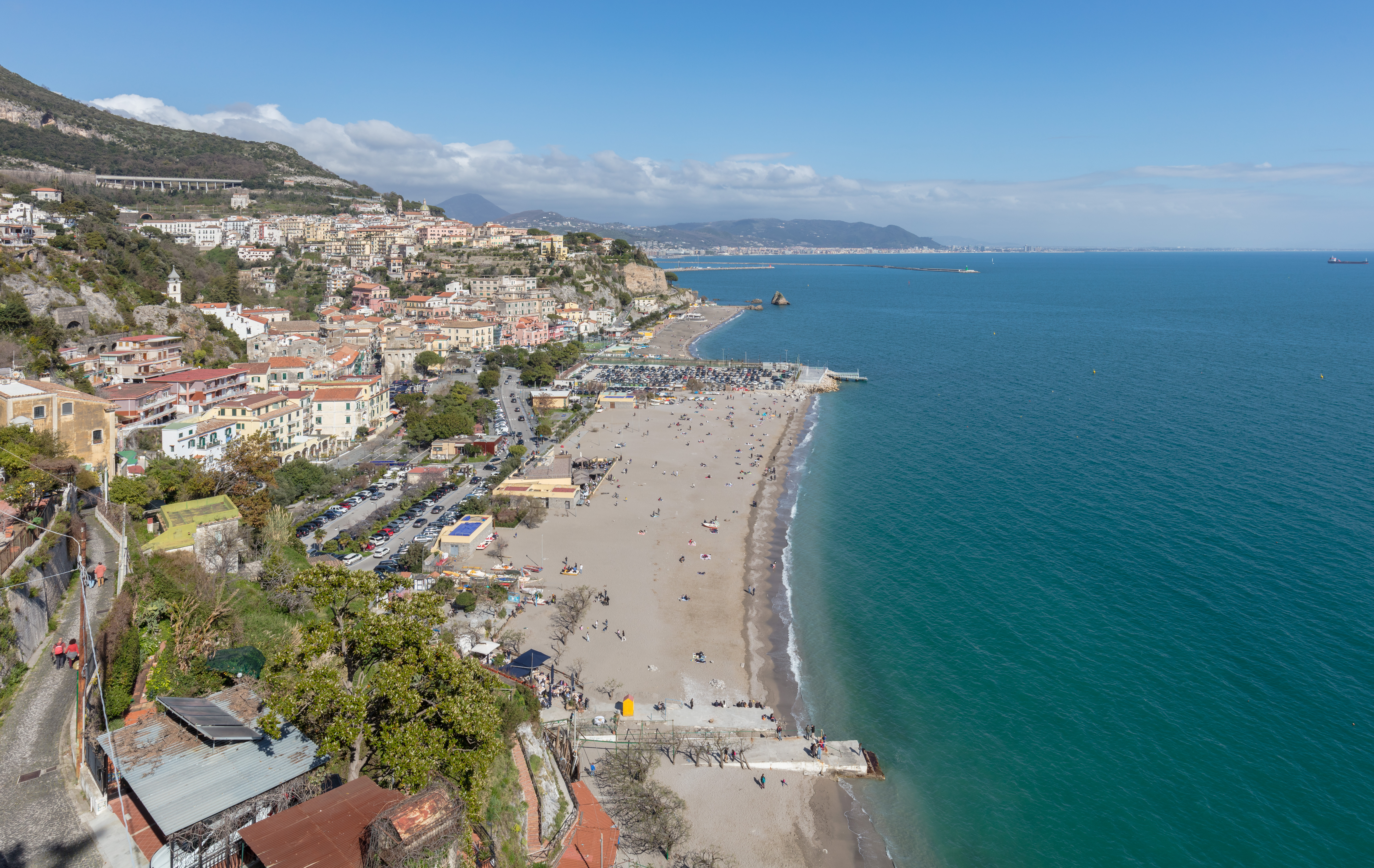
Vista della Marina di Vietri

La zona vietrese, con l'ancoraggio di Fuenti, possedeva un porto riparato, un approdo unico nella zona, dal momento che il lido della vicina Salerno, prossimo alla foce dell'Irno, era esposto ai marosi e soggetto ad insabbiamento. Alla luce di questa considerazione nautica, le migliori condizioni di sicurezza suggerirebbero, dunque, la foce del Bonea e di conseguenza Vietri, come sito ideale per l'insediamento di un emporio commerciale etrusco; in più, alla luce della conformazione geografica del territorio, è quello vietrese l'unico centro sul mare, a sud di Punta della Campanella, a così breve distanza da Nuceria Alfaterna.
La sua storia fino al 1806 è stata associata a quella di Cava de' Tirreni, di cui era frazione. Marina di Vietri, infatti, era usata dai monaci della Badia come porto commerciale per gli scambi soprattutto con le zone a Sud di Salerno, quelle della piana del Sele. Dal 1806 al 1860 è stato capoluogo dell'omonimo circondario appartenente al Distretto di Salerno del Regno delle Due Sicilie.
Dal 1860 al 1927, durante il Regno d'Italia è stato capoluogo dell'omonimo mandamento appartenente al Circondario di Salerno. Oggigiorno il comune subisce la forte influenza di Salerno, per cui vi sono progetti per inserire Vietri sul Mare nell'area metropolitana di questa città. Nel 1944, quando Salerno fu capitale d'Italia per alcuni mesi, il Re Vittorio Emanuele III alloggiò nella vicina Villa Guariglia, sita in frazione Raito.

## Monumenti e luoghi d'interesse
- La chiesa parrocchiale di San Giovanni Battista, eretta nel XVII secolo in stile tardo-rinascimentale napoletano, è caratterizzata dal duplice coronamento della cuspide del campanile in ceramiche dipinte; il portale è sormontato da un oculo chiuso nella seconda metà del XX secolo per inserire una figura del santo patrono dipinto su ceramica. Nell'interno, a navata unica, gli altari sono decorati da maioliche e ceramiche tranne quello maggiore, realizzato in marmi commessi, interessanti sono i dipinti che partono dal XVII secolo e terminano al XVIII.
- L'Arciconfraternita dell'Annunziata e del Rosario, di origine secentesca, è decorata in facciata da ceramiche dipinte; l'interno è stato affrescato nel XVIII secolo.
- Chiesa della Madonna degli Angeli.
- Chiesa di Santa Margherita di Antiochia, nella frazione Albori.
- Chiesa parrocchiale di Raito.
- Chiesa della Madonna delle Grazie, nella frazione Benincasa.
- Villa Guariglia, nella frazione Raito.
- Torre di Marina di Vietri.
- Torretta Belvedere, nella frazione Raito.
- Torre di Dragonea (1100).
- Palazzo Soleri - progettato da Paolo Soleri
- Torre Albori con cartiera e spiaggia
- La Fabbrica di ceramiche Solimene è un esempio di architettura organica del secondo dopoguerra realizzato da Paolo Soleri; l'interno racchiude una vasta collezione di ceramiche contemporanee.
- Ponte di Molina (1564).
- Chiesa della Madonna dell'Arco, sulla via omonima che congiunge Marina di Vietri sul Mare alla Costiera Amalfitana, in corrispondenza di altra stradina/gradinata che porta su fino alla frazione di Raito. Queste stradine ripercorrono antichi sentieri che venivano usati dalla popolazione residente per rifugiarsi nelle zone alte di Vietri (le attuali frazioni Raito e Albori) per difendersi dagli attacchi dei Saraceni. Correlata alla difesa è la torre di Marina di Vietri, sopra riportata. Questa, insieme alle altre torri di simile fattura (Salerno-Torre Angellara, Torre della Crestarella, vicina all'attuale Hotel La Baia, Torretta di Cetara, Torre dei Normanni a Maiori) costituivano il sistema di avvistamento delle navi pirata. Le sentinelle sulle sommità delle torri si passavano i segnali con fuochi e fumi. Ogni torre poteva vedere l'altra.
- Altri luoghi d'interesse sono pure i sentieri che collegano le frazioni alte di Raito, Albori con le fonti naturali (Fonte del Cesare) e le frazioni alte di Dragonea, con la vallata di Cava de' Tirreni e la Badia. In questo percorso si arriva a un bivio che porta ai percorsi della Avvocatella e della Avvocata, quest'ultimo è detto sentiero degli dei. Dal sentiero dell'Avvocata si arriva fino al monte Pertuso, sopra Positano.

### Aree naturali
- Il parco Croce, oasi gestita dal WWF Italia

## Società

### Evoluzione demografica
Abitanti censiti

### Etnie e minoranze straniere
Al 31 dicembre 2023 a Vietri sul Mare risultano residenti 154 cittadini stranieri, pari al 2,31% della popolazione. Le nazionalità più rappresentate sono:

### Religione
La maggioranza della popolazione è di religione cristiana di rito cattolico suddivisa in sette parrocchie di cui sei appartenenti all'arcidiocesi di Amalfi-Cava de' Tirreni e una appartenente alla diocesi dell'abbazia territoriale della Santissima Trinità di Cava de' Tirreni. Sul capoluogo comunale c'è forte devozione per il santo patrono San Giovanni Battista e per Sant'Antonio da Padova, ragion per cui escono entrambe le statue in processione il 24 giugno, giorno della natività di San Giovanni Battista e festa patronale. Si venera anche la Madonna degli Angeli, che si festeggia ogni anno la domenica successiva alla Santa Pasqua.

## Cultura

### Musei

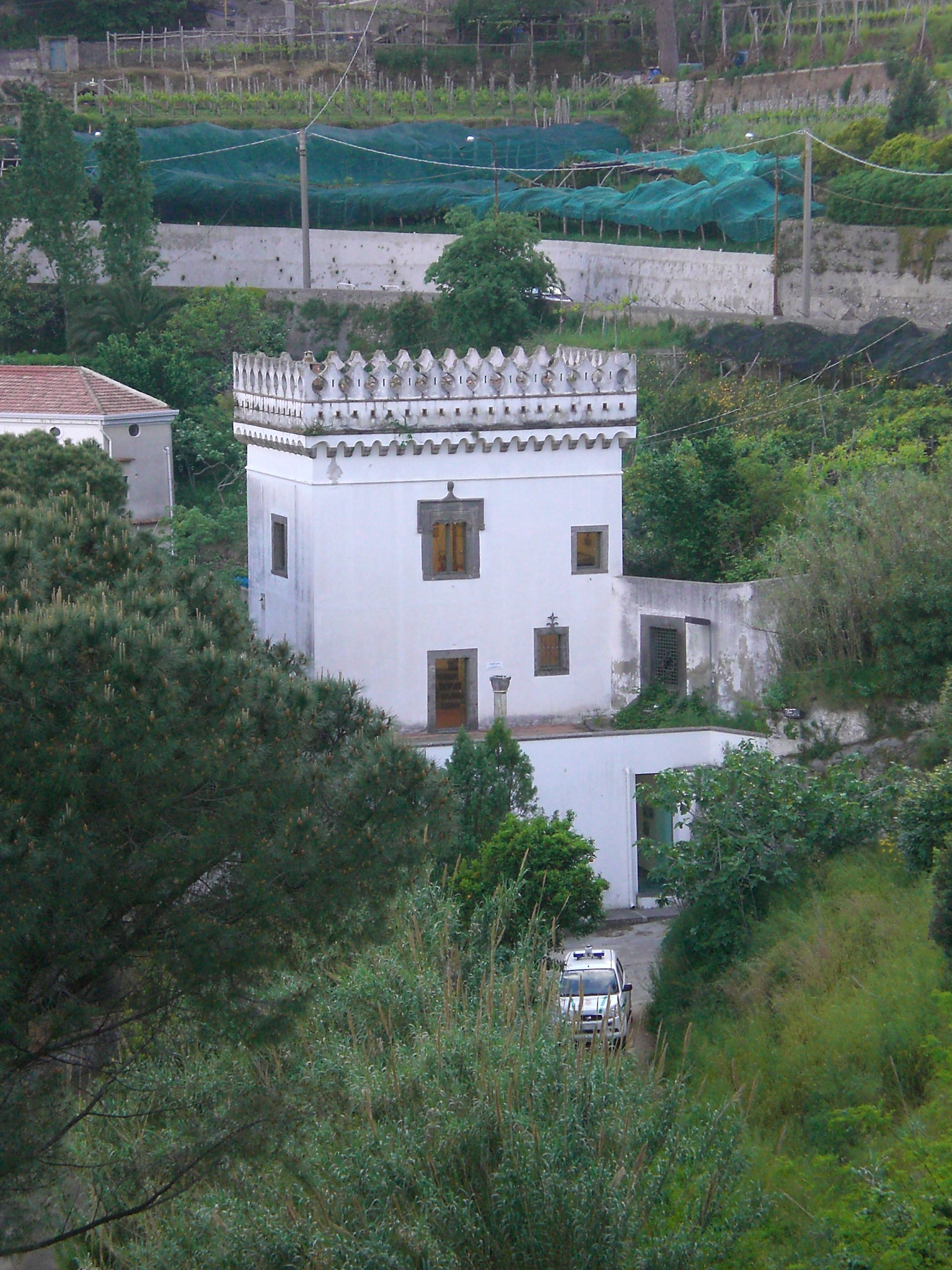
Torretta Belvedere di Villa Guariglia, sede del Museo provinciale della ceramica

- Museo provinciale della ceramica

## Geografia antropica

### Frazioni
In base all'ultimo censimento (dati ISTAT) per il comune di Vietri sul Mare le frazioni sono:
- Àlbori, 268 abitanti, 264 m s.l.m.;[11]
- Benincasa, 333 abitanti, 200 m s.l.m.;
- Dragonea, 1 774 abitanti, 270 m s.l.m.;
- Molina, 985 abitanti, 94 m s.l.m.;
- Raito, 996 abitanti, 100 m s.l.m.

## Economia

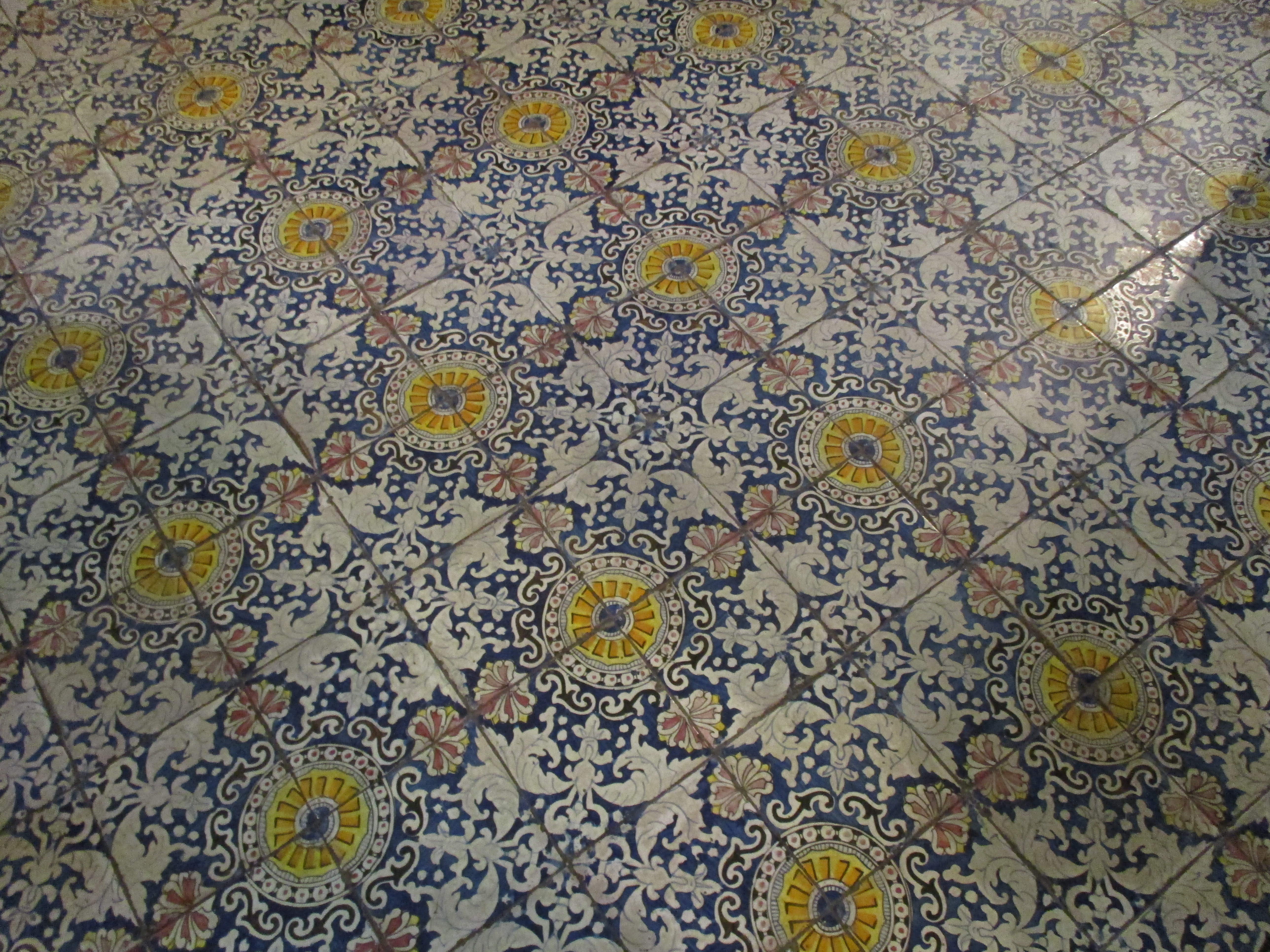
Ceramiche dipinte di Vietri

Vietri basa la sua economia sull'artigianato e il turismo.
A Marina di Vietri esistevano i mastri d'ascia, artigiani capaci di tagliare e sagomare il legno occorrente per realizzare le ordinate, le ossature delle cianciole, che venivano usate per la pesca. Altro tipo di imbarcazione era il gozzo. E gli artigiani sagomavano le prue e dosavano la lunghezza in base alla distanza media tra le creste delle onde e al tipo di mare. Il gozzo usato a Vietri era diverso da quello ligure. Altra forte influenza è stata quelle dei toscani, dei quali ci fu una forte migrazione verso Vietri quando fu installata la "Vetreria Ricciardi", poi "Saint Gobain", poi dismessa.
E altra influenza ancora fu data dai tedeschi che, dopo lo sbarco degli alleati, decisero di rimanere a Vietri che piaceva molto per il clima mite. Essi erano molto bravi nella chimica e, come tali, inventarono dei colori per le ceramiche vietresi, quali il giallo di Vietri. Tuttora vivono a Vietri figli, o discendenti, di queste persone. E, ancora, sono da considerare l'influenza sulla società dell'arte della ceramica e dei trasporti con i carretti. I ceramisti bravi erano quelli che lavoravano con le ceramiche di Solimene e di Pinto. Ora sono pochi quelli che sanno fare il "ciucciariello" di Vietri. Il "ciucciariello", l'asinello, era usato come mezzo di trasporto delle persone e delle cose tra Vietri e le frazioni alte.
A Vietri, in corrispondenza della ceramica Solimene, di fronte alla chiesa dei salesiani, c'era il cambio dei cavalli. Poco oltre la frazione di Molina, sulla strada per Cava de' Tirreni, c'era un'officina dove si facevano le ruote dei carretti, si forgiava il ferro per ricoprire le ruote, si facevano i freni, detti pezzotti di martellina. La bravura nel lavorare il ferro si manifestò, anche se in maniera meno evidente rispetto all'agro nocerino-sarnese, quando i belgi organizzarono i primi trasporti su rotaie (i tram che collegavano Salerno con Vietri) e poi con le filovie. La necessità di elettrificazione delle linee significava necessità di fare i tralicci di sostegno che venivano assemblati con profilati e chiodature ribadite a mano. Si parla di artigiani, maestri del ferro, tanto bravi che nei giorni di festa si riunivano e davano prova della loro capacità forgiando in pubblico bocce di ferro: poi le provavano sui campi di bocce, sempre in pubblico.
L'industria della ceramica fu iniziata nel tardo Rinascimento, grazie ai principi Sanseverino e da allora è sempre stata un simbolo di Vietri sul Mare. La cittadina fu molto danneggiata dallo sbarco alleato a Salerno nel settembre 1943 e dall'alluvione del 1954, ma si è ripresa economicamente e attualmente vanta uno dei redditi più alti della Campania. Allo scopo d'integrarla nell'economia dell'attigua città di Salerno, si sta progettando d'integrare la stazione ferroviaria di Vietri sul Mare con il servizio ferroviario metropolitano di Salerno. Dal 1968 al 1999 sul territorio della città sorgeva l'Hotel Fuenti, uno dei più famosi e discussi ecomostri abusivi edificati sul suolo italiano.

## Infrastrutture e trasporti

### Autostrade
Il paese è attraversato da una importante autostrada: la A3 Napoli-Salerno.

### Strade
Vietri è interessata dal percorso della Strada statale 163 Amalfitana, principale asse viario di accesso alla Costiera amalfitana, ed è inoltre servita dalle strade provinciali:
- Strada Provinciale 75 Innesto SS 163-Bivio Raito-Dragonea-Avvocatella-SP 289
- Strada Provinciale 79 Innesto SP 75-Raito
- Strada Provinciale 139/a Tratto interno di Vietri sul Mare (Piazza Anas)-SP 139 bis
- Strada Provinciale 139/b Da Marina di Vietri-SS 18(Solimene)

### Ferrovie
La stazione di Vietri sul Mare sorge lungo l'originario tracciato della ferrovia Napoli-Salerno, utilizzato per i servizi fra Salerno e Nocera Inferiore svolti da Trenitalia nell'ambito del contratto di servizio con la Regione Campania.

### Mobilità urbana
La mobilità tra Vietri e Napoli e tra Vietri e i paesi della Costiera Amalfitana è affidata ad autoservizi svolti dalla società Sita Sud. I collegamenti automobilistici fra Vietri e le sue frazioni (Raito, Albori, Benincasa, Dragonea) e con i comuni circostanti sono affidati all'azienda di trasporto pubblico Busitalia Campania.
Fra il 1911 e il 1939 Vietri era servita dalla tranvia Salerno-Pompei, esercita dalla società Tranvie Elettriche della Provincia di Salerno (TEPS).

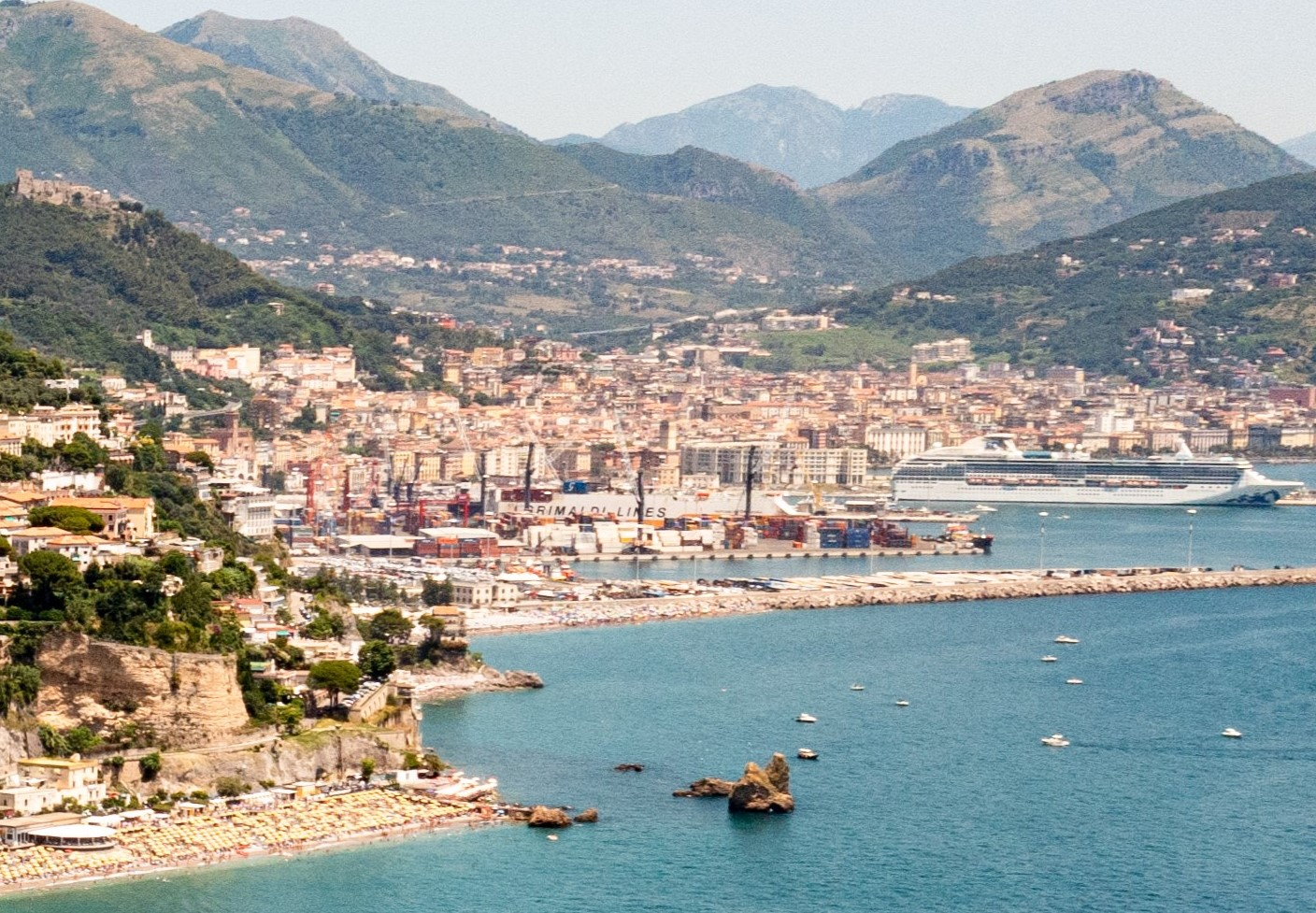
Vista dei "Due Fratelli" e della spiaggia meridionale di Vietri, con alle spalle il porto di Salerno

## Amministrazione

### Altre informazioni amministrative
Le competenze in materia di difesa del suolo sono delegate dalla Campania all'Autorità di bacino regionale Destra Sele.

### Sindaci
| Romualdo De Mauro         | 1807-1808 | Antonio Consiglio      | 1854      | Francesco D'Amico     | 1921-1922 | Alfonso Gambardella   | 1965-1967       |
| Bonaventura Taiani        | 1808      | Giuseppe Mauro         | 1854-1855 | Sabato Giordano       | 1922-1923 | Gino Masullo          | 1967-1970       |
| Gennaro Consiglio         | 1808      | Antonio Consiglio      | 1855-1856 | Sabato Giordano**     | 1923-1925 | Alfonso Gambardella   | 1970-1973       |
| Francesco Punzi           | 1809-1810 | Luigi Avallone         | 1856-1860 | Gennaro Mauro**       | 1925      | Donato Cufari         | 1973-1974       |
| Bonaventura Consiglio     | 1810-1811 | Francesco Pizzicara    | 1860-1862 | Gennaro Mauro         | 1925-1926 | Domenico Di Stasi     | 1974-1975       |
| Giovanniantonio Di Donato | 1811-1812 | Antonio Punzi          | 1862-1863 | Gennaro Mauro**       | 1926-1927 | Ernesto Sabatella     | 1975-1978       |
| Giacomoantonio Orilia     | 1812-1813 | Felice Reichlin*       | 1863-1864 | Francesco Pagliara*** | 1927-1930 | Attilio Ianora        | 1978-1979       |
| Bonaventura Consiglio     | 1813-1814 | Raffaele Consiglio     | 1864-1868 | F. Pironti**          | 1930      | Donato Cufari         | 1979-1982       |
| Clemente Mauro            | 1814-1815 | Francesco Autuori      | 1868-1873 | Gennaro Mauro***      | 1930-1932 | Francesco Marciano    | 1982-1984       |
| Paolo Avallone            | 1815-1817 | Antonio Punzi          | 1873-1878 | Francesco Pagliara**  | 1932      | Donato Cufari         | 1984-1985       |
| Nicola Maria Diletto      | 1817      | Francesco Pizzicara    | 1878-1885 | Francesco Pagliara*** | 1932-1934 | Ernesto Sabatella     | 1985-1988       |
| Pietro De Marinis         | 1817-1818 | Pio Consiglio          | 1885-1888 | Michele Giacomazza**  | 1934      | Donato Cufari         | 1988-1990       |
| Pietro Avallone           | 1818-1821 | Mario Avallone         | 1888-1890 | Alberto Notari**      | 1934      | Francesco Marciano    | 1990            |
| Giovanniantonio Di Donato | 1821-1823 | Francesco Pizzicara    | 1890-1896 | Alberto Notari***     | 1934-1941 | Emilio Rotondo        | 1990-1991       |
| Romualdo De Mauro         | 1823-1825 | Pio Consiglio          | 1896-1898 | Francesco D'Amico***  | 1941-1943 | Francesco Marciano    | 1991-1992       |
| Aniello Pinto             | 1825-1826 | Emilio Punzi           | 1898-1905 | Domenico Giello**     | 1943-1944 | Mario Montera         | 1992-1995       |
| Nicola Cioffi             | 1826-1827 | Francesco Autuori      | 1905-1907 | Domenico Giello       | 1944      | Cesare Marciano       | 1995-2004       |
| Luigi Consiglio           | 1827-1829 | Emilio Punzi           | 1907-1909 | Angelo Pellegrino     | 1944-1945 | Alfonso Giannella     | 2004-2008       |
| Bonaventura Taiani        | 1829-1833 | Giuseppe Di Trauso**   | 1909      | Giovanni Fiore        | 1945-1946 | Raffaele Cannizzaro** | 2008-2009       |
| Romualdo De Mauro         | 1833-1834 | Sabato Giordano        | 1910-1911 | Luigi Carrano         | 1946-1950 | Franco Benincasa      | 2009-2019       |
| Nicola Maria Diletto      | 1834-1835 | Francesco della Monica | 1911-1912 | Pasquale Mazzia       | 1950-1952 | Giovanni De Simone    | 2019 - in corso |
| Sabato Giordano           | 1835-1838 | Sabato Giordano        | 1912-1913 | Alfonso Scermino      | 1952-1954 |                       |                 |
| Pietro Avallone           | 1838-1840 | Emilio Punzi           | 1913-1914 | Pasquale Avallone     | 1954-1955 |                       |                 |
| Giuseppe Mauro            | 1840-1842 | Luigi Carrano          | 1914      | Vincenzo Pironti**    | 1955      |                       |                 |
| Vincenzo Consiglio        | 1842-1845 | Emilio Punzi           | 1914-1918 | Vincenzo Richichi     | 1956      |                       |                 |
| Nicola Adinolfi           | 1845-1849 | Luigi Carrano          | 1918-1920 | Pietro Punzi          | 1956-1958 |                       |                 |
| Luigi Avallone            | 1849-1851 | Francesco D'Amico      | 1920      | Giuseppe Vessicchio   | 1958-1960 |                       |                 |
| Giuseppe Mauro            | 1851-1854 | Luigi Carrano          | 1920-1921 | Lorenzo Carrano       | 1960-1965 |                       |                 |

- * Decreto Regio
- ** Commissario prefettizio/straordinario
- *** Podestà